# Gamla lasarettet, Halmstad

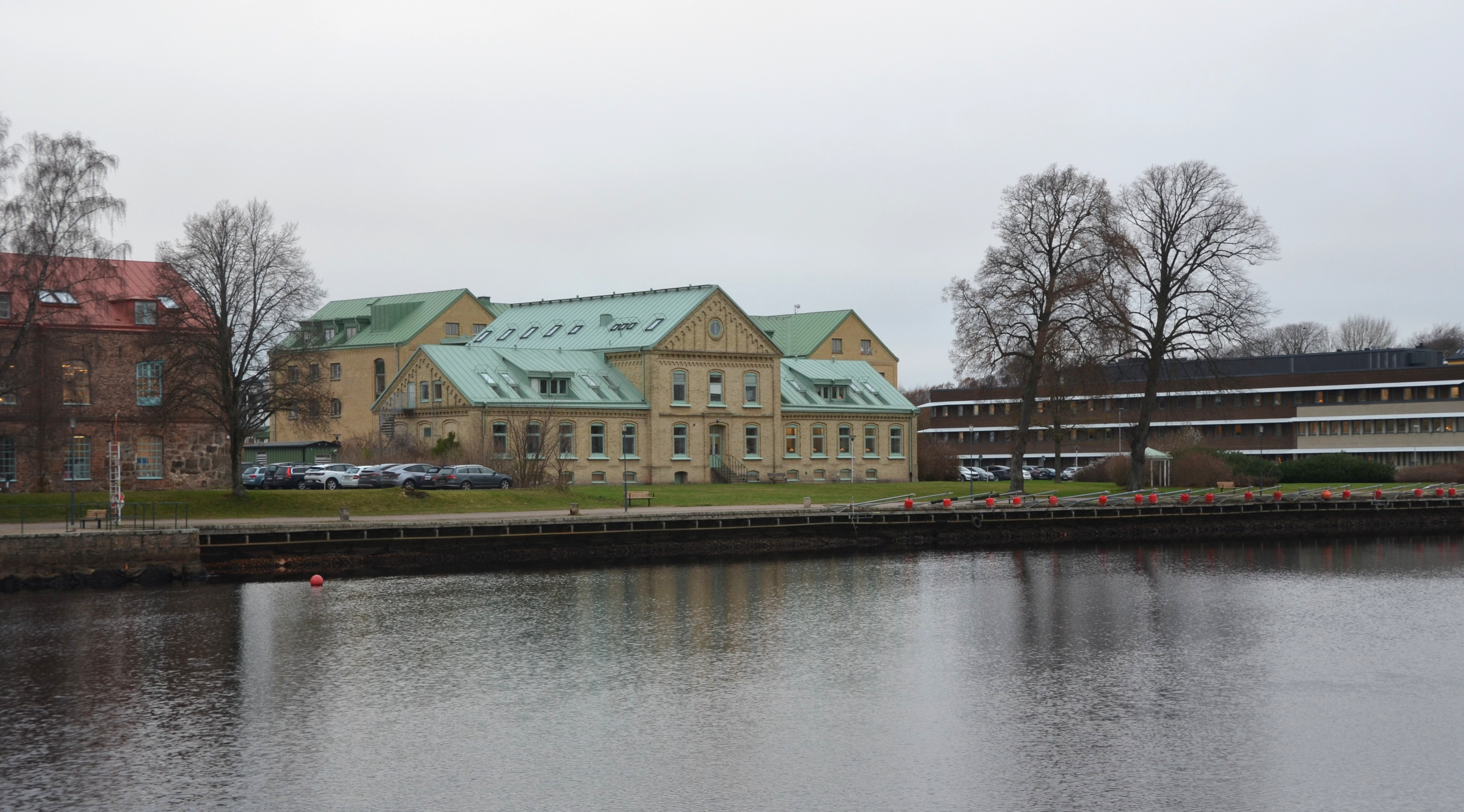
Gamla lasarettet, med övriga delar av Regionens hus bakom. Till vänster Kronobränneriet och till höger Halmstads tingsrätt.

Gamla lasarettet var Halmstads första sjukhus i ett för detta ändamål uppförd byggnad och Hallands läns landstings första sjukhus. Det ritades av Frans Jacob Heilborn och uppfördes 1867-1869 på Slottsjorden på Söder, Halmstad, mellan Södra vägen och Dragvägen i gult tegel. Landstinget hade - i likhet med övriga landsting - inrättats 1862 med sjukvård som främsta uppgift. Det första sjukhuset i Halmstad var ett hospital som inrättades 1784 i fyra rum i nuvarande huset Tre Hjärtan vid Stora Torg och som 1835 flyttade till förvaltarbostället på Kronobränneriet, som efter ombyggnad fick 16 sängplatser, efter ett antal år 28. Gamla lasarettet hade drygt 60 platser, senare 74. Huvudbyggnaden i en våning var 45 meter lång och 12,5 meter bred, med en bostadslänga mot Nissan.
I början av 1900-talet hade Gamla lasarettet tjänat ut. År 1915 invigdes den första byggnaden, Klockhuset, på det nya Länslasarettet i Halland på Galgberget. Det hade i inledningsstadiet plats för 134 patienter. Byggnaderna användes därefter från 1916 under 15 år som nödbostäder för familjer med många barn. Halmstad kommun köpte byggnaderna 1924. Senare har det funnits bland annat en handskfabrik under 1940-talet och 1956-1971 Centrala verkstadsskolan. Större delen revs 1982.
Den del av lasarettet som vetter mot Dragvägen och Nissan och ursprungligen var personalbostäder, bevarades. Efter renovering och tillbyggnad är det från 1980-talet huvudkontor för Region Halland, under namnet Regionens hus.